# Hanna van Recklinghausen
Hanna van Recklinghausen, född 1332, död vid okänd tidpunkt efter 27 maj 1349, affärsidkare i Lochem i Nederländerna. Hon är listad som den första kända kvinnliga borgaren i Nederländerna. 
Hon var dotter till den judiske finansiären Godschalk, som möjligen kom från Tyskland, och tycks ha varit ogift. Fadern var penningutlånare till adeln och hon är från 1347 bekräftad som hans samarbetspartner, liksom systern Hannah Rose och ytterligare en kvinnlig familjemedlem, som dock nämns lite senare. Det är inte okänt med yrkeskvinnor inom medeltidens judiska samfund: den judiska lagen tillät detta förutsatt att religionens bud upprätthölls, och fäder uppmuntrades att lära döttrarna läsa och räkna. 
Vid pogromerna under digerdöden utspelade sig massakrer på den judiska befolkningen i många städer då de anklagades för att ha förgiftat brunnarna. Lochem låg under det område som lydde under hertig Reginald III av Gelderland, som 1350 tog en icke närmare specificerad grupp judar i förvar. Det är okänt om Hanna och hennes medarbetare befann sig i denna grupp. Spåren efter henne upphör vid denna tid. 